# Ivanoe Fraizzoli
Ivanoe Fraizzoli (né à Milan le 2 mars 1916, mort le 8 septembre 1999) est un dirigeant de football et un homme d'affaires italien connu pour avoir assuré la présidence du club italien de l'Inter de Milan durant seize années, de 1968 à 1984.

## Inter Milan
Il possède un hôtel et une usine produisant des uniformes militaires lorsqu'il rentre dans le capital de l'Inter en 1931. En 1960, il entre dans l'encadrement du club, puis accède à la présidence en 1968 en succédant à Angelo Moratti.
Durant sa présidence, l'Inter remporte deux championnats, en 1971 et 1980, et deux coupes d'Italie, en 1978 et 1982.
Le 18 janvier 1984, li cède la présidence de l'inter à Ernesto Pellegrini pour un montant estimé à 7 milliards de lire.

## Le transfert manqué de Michel Platini
Ivanoe Fraizzoli renouvelle l'équipe technique du club pour la saison 1977-1978, en faisant de Sandro Mazzola son conseiller technique, lequel avait mis un terme à sa carrière professionnelle en fin de saison, et en recrutant l'entraineur de la Sampdoria Gênes Eugenio Bersellini. En décembre 1977, le Danois du Borussia Mönchengladbach Allan Simonsen reçoit le ballon d'or du meilleur joueur de football de l'année devant l'Anglais Kevin Keegan et le Français Michel Platini. Ce dernier, en fin de contrat avec Nancy à l'inter-saison 1977-1978, est suivi par Alessandro Mazzola, lequel conseille son président de le recruter en fin de saison. Le président Fraizzoli rencontre le jeune français à Milan et le persuade d'engager un « bras de fer » avec ses dirigeants, probablement dans l'objectif de l'engager libre de tout contrat en fin de saison, tout en lui promettant une compensation financière. Ces pressions ont en effet pour conséquences le maintien de Platini dans son statut professionnel de stagiaire, le salaire en conséquence et la privation des primes de matchs. Finalement, le nouvel entraineur ne veut pas de Michel Platini, et son transfert à l'Inter de Milan prend fin. Peu de temps après, Michel Platini s'illustre le 8 février 1978 à Naples à l'occasion d'un match de l'équipe de France contre l'équipe d'Italie en trompant le gardien italien Dino Zoff sur coup franc à deux reprises, le premier but étant cependant refusé par l'arbitre.